# ERT1
ERT1 (грец. Ελληνική Ραδιοφωνία Τηλεόραση 1) — грецький телеканал Грецької корпорації телерадіомовлення, заснований 23 лютого 1966 року під назвою EIRT (1966—1972). В період 1972—1982 років носив назву ERT, з 1982 по 1987 роки — ERT1, з 1987 по 2013 роки — ET1.

## Історія
Телеканал EIRT почав мовлення в Греції 23 лютого 1966 року. На початковому етапі якість сигналу була дуже незадовільною в багатьох містах Греції, особливо віддалених від Афін. 1967 року після приходу до влади військової хунти «чорних полковників» введено в дію другий канал (YENED, пізніше ET2), який повністю контролювався військовиками, а розвиток ET1 пригальмувався.
Повернення демократичного уряду на чолі з Константіносом Караманлісом дало новий поштовх розвиткові ET1. На цей час припадають перші телевізійні стрічки власного виробництва, трансляції спортивних заходів і поява кольорового телебачення. ERT став найпопулярнішим каналом у країні. 1982 року ERT бере на себе управління YENED, який стає ERT2, а перший канал змінює свою назву на ERT1.
ERT-1, пізніше відомий як ET1, довгий час залишався лідером телерадіомовлення до появи приватних каналів, як Mega Channel та ANT1. 2003 року ET1 повністю змінив формат мовлення, став сучаснішим, проте на противагу приватним каналам, приділяє більшої уваги просвітницьким та культурним програмам.
11 червня 2013 року уряд Антоніса Самараса закрив телеканал, однак його працівники продовжували нелегальне мовлення через Інтернет та супутникове телебачення. 11 червня 2015 року уряд Алексіса Ципраса відновив телеканал під назвою ERT1.